# Inspecteur Frost
Inspecteur Frost (A Touch of Frost) est une série télévisée britannique en 42 épisodes de 90 minutes, créée d'après les romans de R. D. Wingfield (en) et diffusée entre le 6 décembre 1992 et le 5 avril 2010 sur ITV.
En France, la série a été diffusée à partir du 4 janvier 1999 sur CinéCinéma premier et rediffusée sur France 3 et TMC, et au Québec à partir de février 2000 à Séries+.

## Synopsis
Cette série met en scène les enquêtes de l'inspecteur William Frost, plus connu sous le nom de Jack, dans la ville imaginaire de Denton. 
Ce veuf quinquagénaire, brillant policier de l'ancienne école, n'a pas son pareil pour résoudre les affaires les plus complexes.
Il a reçu la plus haute distinction civile, la croix de George, pour avoir été imprudemment blessé par un homme armé alors qu'il sortait d'un bar et était ivre, le jour où il a appris que sa femme, qu'il comptait quitter, était atteinte d'un cancer en phase terminale.
Souvent en conflit avec ses supérieurs, désordonné et allergique à la paperasse, il est réputé pour son fichu caractère. Bourru et prenant parfois quelque liberté avec les règlements ou les procédures, il fait toutefois preuve d'empathie avec les victimes et a bon cœur.
Il est assisté dans ses enquêtes par différents sergents détectives qui apportent leur point de vue particulier à la résolution de l'affaire.
L'humour anglais et le ressort comique de la série sont inscrits dans les relations entre Frost et le bureaucratique Superintendant Mullett.

## Distribution
- David Jason (VF : Gérald Marti puis Joël Martineau à partir de la 8e saison) : inspecteur William George « Jack » Frost
- Bruce Alexander (en) (VF : Emmanuel Liénart puis Philippe Catoire à partir de la saison 12) : le superintendant Norman Mullett
- Neil Phillips : inspecteur-chef Jim Allen
- John Lyons (VF : Alain Louis puis Patrice Melennec de la 8e à 11e saison puis Max René dès la saison 12) : sergent Détective George Toolan
- Caroline Harker (en) (VF : Colette Sodoyez) : sergent Détective Hazel Wallace
- Sally Dexter (en) : Sergent Détective Maureen Lawson
- Philip Jackson : Sergent Détective Billy « Razor » Sharpe
- Robert Glenister : Sergent Détective Terence Reid
- James McKenna (en) : Sergent Don Brady
- Matt Bardock (en) : Agent Détective Clive Barnard
- Neil Dudgeon : Agent Détective Costello
- Arthur White (en) (VF : Roger Lumont) : Agent Ernest « Ernie » Trigg
- David Gooderson (en) : Dr Derek Simpkins
- Julia St John (en) (VF : Françoise Pavy) : Dr Amanda Chase
- Lindy Whiteford : infirmière Shirley Fisher

## Épisodes

### Première saison (1992)
1. Protection trop rapprochée (Care and Protection)
2. Sans sentiments (Not with Kindness)
3. Conclusions (Conclusions)

### Deuxième saison (1994)
1. Seul contre tous (A Minority of One)
2. Veuves et orphelins (Widows and Orphans)
3. Rien à cacher (Nothing to Hide)
4. Un étranger dans la maison (Stranger in the House)

### Troisième saison (1995)
1. Bien sous tous rapports (Appropriate Adults)
2. La Proie (Quarry)
3. Morts étranges (Dead Male One)
4. Une famille si unie (No Refuge)

### Quatrième saison (1996)
1. Le Prix à payer (Paying the Price)
2. Soldat inconnu (Unknown Soldiers)
3. Tout ce qu'on ne ferait pas par amour (The Things We Do for Love)
4. Du bon temps pour les gigolos (Fun Times for Swingers)
5. Eaux profondes (Deep Waters)

### Cinquième saison (1997)
1. Rapts en série (Penny for the Guy)
2. Porte à porte (House Calls)
3. Le Secret de la confession (True Confessions)
4. Une chanson d'amour (No Other Love)

### Sixième saison (1999)
1. Appendice Man (Appendix Man)
2. Chacun son dû (One Man’s Meat)
3. Vies privées (Private Lives)
4. Le Gentleman golfeur (Keys to the Car)

### Septième saison (1999-2000)
1. Pris pour cible - 1re partie (Line of Fire - Part 1)
2. Pris pour cible - 2e partie (Line of Fire - Part 2)

### Huitième saison (2001)
1. Le Bénéfice du doute - 1re partie (Benefice of the Doubt - Part 1)
2. Le Bénéfice du doute - 2e partie (Benefice of the Doubt - Part 2)

### Neuvième saison (2002)
1. Fausse identité - 1re partie (Mistaken Identity - Part 1)
2. Fausse identité - 2e partie (Mistaken Identity - Part 2)

### Dixième saison (2003)
1. Témoin à charge (Hidden Truth)
2. Rencontres imprévues (Close Encounters)
3. En accord avec la loi (Held in Trust)

### Onzième saison (2003-2004)
1. Une nouvelle vie (Another Life)
2. Belles de nuit (Dancing in the Dark)

### Douzième saison (2005)
1. Aux frontières de la mort (Near Death Experience)

### Treizième saison (2006)
1. Espèces en danger (Endangered Species)

### Quatorzième saison (2008)
1. Manipulations mentales (Mind Games)
2. Course contre la mort (Dead End)
3. Ce que le public demande (In the Public Interest)

### Quinzième saison (2010)
1. Titre français inconnu - 1re partie (If Dogs Run Free - Part 1)
2. Titre français inconnu - 2e partie (If Dogs Run Free - Part 2)

## Produits dérivés

### DVD
- Inspecteur Frost - Saison 1 - 18 février 2009 (ASIN B000X9EJUA)
- Inspecteur Frost - Saison 2 - 19 mars 2008 (ASIN B0012DA8GG)
- Inspecteur Frost - Saison 3 - 18 juin 2008 (ASIN B0017T298K)
- Inspecteur Frost - Saison 4 - 10 septembre 2008 (ASIN B001CCHPUC)
- Inspecteur Frost - Saison 5 - 19 novembre 2008 (ASIN B001FY2LV6)
- Inspecteur Frost - Saison 6 - 4 février 2009 (ASIN B001LV5P8E)
- Inspecteur Frost - Saisons 7 et 8 - 6 mai 2009 (ASIN B001UKY4WY)
- Inspecteur Frost - Saisons 9 et 10 - 22 juillet 2009 (ASIN B002BBNKC6)
- Inspecteur Frost - Saisons 11 et 12 - 20 mai 2010 (ASIN B003BWDEXY) (si l'on se conforme à la numérotation de langue anglaise, le coffret contient les saisons 11, 12 et 13)
- Inspecteur Frost - Saison 13 - 25 septembre 2010 (ASIN B003TP3UNM) (saison 14 pour la numérotation de langue anglaise)